# Pauline Kaveke Kamulu
Pauline Kaveke Kamulu (née le 30 décembre 1994) est une coureuse de fond kényane qui participe à diverses disciplines : course sur piste, course sur route et cross-country. Elle est médaillée aux Championnats du monde de semi-marathon en 2018.

## Biographie et carrière
Kamulu grandit dans le Comté de Machakos, elle remporte le semi-marathon de Pune à l'âge de dix-sept ans, en établissant un record de 1:08:37 heures. Kamulu fait ses débuts sur la scène internationale en tant que junior aux Championnats du monde de cross-country 2013 où elle termine à la onzième place et a fait partie de l'équipe vainqueur, l'équipe féminine kényane junior. 
À la suite de cela, elle a commencé à courir au Japon, et a couru avec l'équipe de course de l'entreprise Route Inn Hotels. Elle a remporté le 5 000 mètres aux Noboeka Golden Games en 2014 et a été dixième sur cette distance aux Championnats d'athlétisme All-Japan Corporate plus tard cette année. Elle a couru aux All-Japan Women's Corporate Ekiden Championships (en) 2014 et 2015. Elle a montré une aptitude pour les longues distances avec une troisième place au Sanyo Women's Half Marathon (en) 2015. 
Après une année 2016 calme, elle a établi une série de records personnels en 2017, dont 1:08:04 heures pour le semi-marathon, 8:48.27 aux 3 000 mètres, 14:58.82 dans le 5 000 mètres et le 31:47.13 pour le 10 000 mètres. Son temps de semi-marathon est celui d'une victoire lors de la course Sanyo à Okayama et c'est un nouveau record de la course.
Kamulu a commencé 2018 avec une victoire à la All-Japan Corporate Half Marathon Championships. Elle a obtenu sa première sélection nationale senior dans ce championnat, et elle a pu faire partie de l'équipe féminine du Kenya aux Championnats du monde de semi-marathon 2018. Kamulu se classe parmi les meilleures coureuses du monde durant cette compétition, avec un record personnel de 1:06:56 heures qui lui vaut une médaille de bronze ainsi qu'une médaille d'argent par équipe avec ses coéquipières Joyciline Jepkosgei et Ruth Chepngetich.

## Palmarès
- 2013 : 11e aux Championnats du monde de cross-country junior à Bydgoszcz, Pologne (temps : 18:43).
- 2018 : Championnats du monde de semi-marathon à Valence, Espagne.
  -  en individuel (temps : 1:06:56)
  -  par équipe (temps : 3:23:02)

## Titres nationaux
- All-Japan Corporate Half Marathon Championships : 2018